# Saccodon wagneri
Saccodon wagneri es una especie de peces Characiformes de la familia Parodontidae.

## Morfología
Los machos pueden llegar alcanzar los 10,1 cm de longitud total.

## Hábitat
Es un pez de agua dulce y de clima tropical.

## Distribución geográfica
Se encuentran en Sudamérica:  cuencas costeras del Ecuador y del extremo norte del Perú.